# Carlos Briseño
Carlos Briseño Guerrero (Zamora, Michoacán 12 de mayo de 1965) es un exfutbolista mexicano que jugó durante su carrera en el Toros Neza.

## Trayectoria
Debutó con el Toros Neza en la temporada 93-94 iniciando en la demarcación de delantero, su debut con el primer equipo fue en la victoria del Neza sobre Veracruz de 3-1 iniciando el encuentro jugando 46' minutos.
En la 1995-96 se fue a préstamo con el Atlético Yucatán de la Primera A teniendo gran actuación lo que le hizo valer su retorno con los toros, permaneció con el club hasta el Verano 1997 donde logró un subcampeonato con el equipo donde compartió vestuario con grandes jugadores como Miguel Herrera, Germán Arangio, Rodrigo Ruiz, Ramiro Romero, Javier Saavedra entre otros, fue pieza clave de aquella final ya que en el partido de vuelta marcó un gol en empate frente al Guadalajara.

Desfiló por el Club Zacatepec y Atlético Bachilleres donde se retiró en 1999

### Clubes
| Club                 | País                | Año         | Partidos | Goles | Media |
| -------------------- | ------------------- | ----------- | -------- | ----- | ----- |
| Toros Neza           | México              | 1993 - 1995 | 27       | 6     | 0.22  |
| Atlético Yucatán     | México              | 1995 - 1996 | 20       | 8     | 0.4   |
| Toros Neza           | México              | 1996 - 1997 | 26       | 5     | 0.19  |
| Club Zacatepec       | México              | 1997 - 1998 | 36       | 4     | 0.11  |
| Atlético Bachilleres | México              | 1998 - 1999 | 29       | 3     | 0.1   |
| Total en su carrera  | Total en su carrera | 1993 - 1999 | 138      | 26    | 0.19  |